# Vadon Gábor
Vadon Gábor (Budapest, 1938. április 29. –) magyar orvos, radiológus, egyetemi tanár. A Lege Artist Medicina szerkesztőségi tagja. A Német Radiológus Társaság levelező tagja. Az orvostudományok kandidátusa (1982). A Magyar Tudományos Akadémia Radiológiai Bizottság és Onkológiai Bizottság tagja.

## Életpályája
1956–1962 között a Pécsi Orvostudományi Egyetem hallgatója volt. 1962–1964 között a kaposvári Somogy Megyei Kórház segédorvosa volt. 1964–1968 között a Pécsi Orvostudományi Egyetem klinikai tanársegéde volt. 1966-ban radiológiai szakorvosi végzettséget szerzett. 1968–1986 között a Semmelweis Egyetem adjunktusa és docense volt. 1970-ben Helsinkiben volt tanulmányúton. 1971–1972 között Zürichben volt tanulmányúton. 1986–1992 között a Szegedi Orvostudományi Egyetem Radiológiai Klinika igazgatója és tanszékvezető egyetemi tanára volt. 1992-től a Pécsi Diagnosztikai Központ orvosigazgatója. 1992-től a Magyar Radiológusok Társaságának elnöke volt.
Kutatási területe a gasztroenterológiai radiológia és a modern képalkotó eljárások.

## Művei
- Perkután transzhepatikus beavatkozások elzáródásos sárgaságban

## Díjai
- Akadémiai díj (1982)
- Alexander Béla-emlékérem (1991)